# Dierama pendulum
Dierama pendulum är en irisväxtart som först beskrevs av Carl von Linné d.y., och fick sitt nu gällande namn av John Gilbert Baker. Dierama pendulum ingår i släktet Dierama och familjen irisväxter. Inga underarter finns listade i Catalogue of Life.

## Bildgalleri

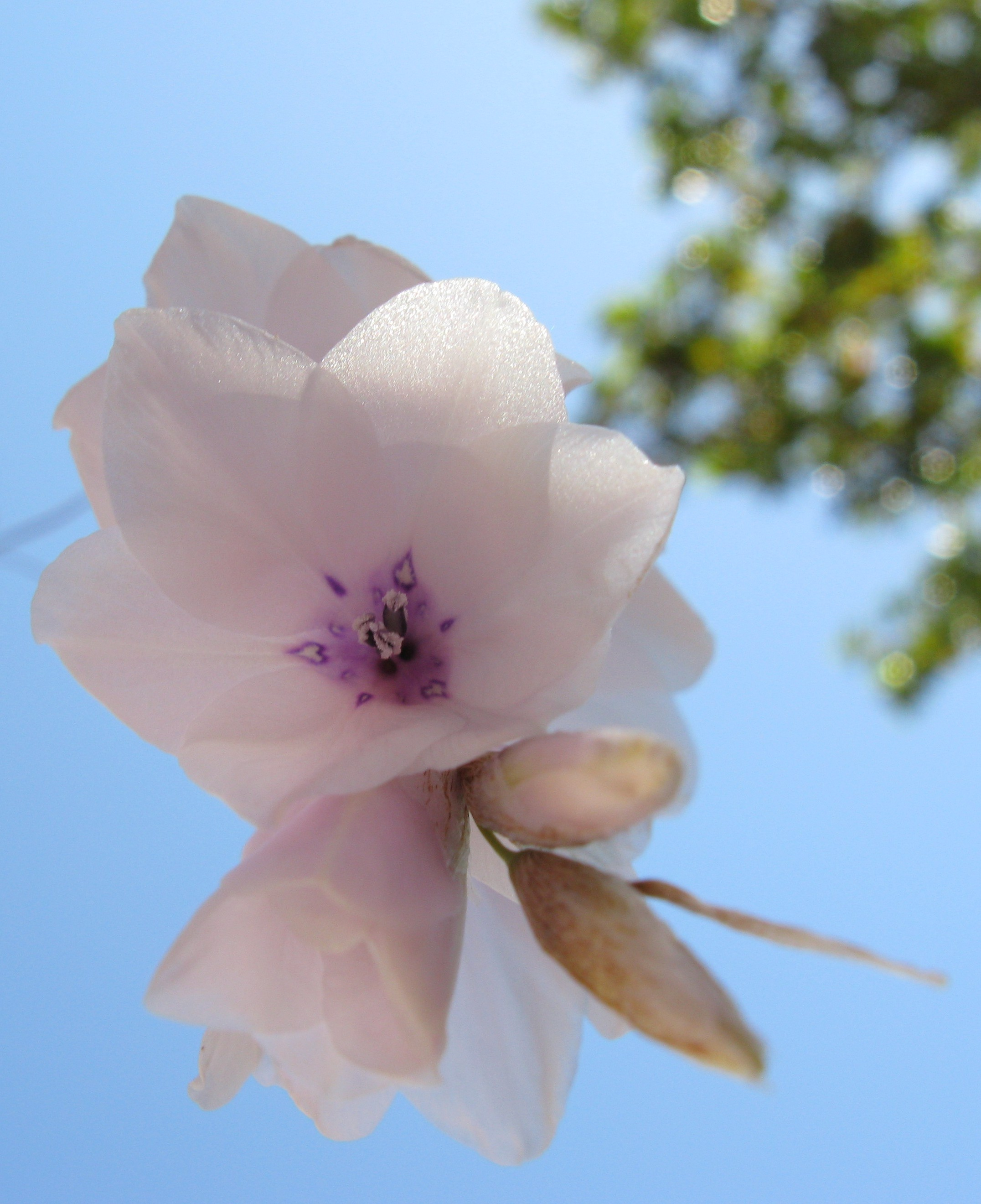
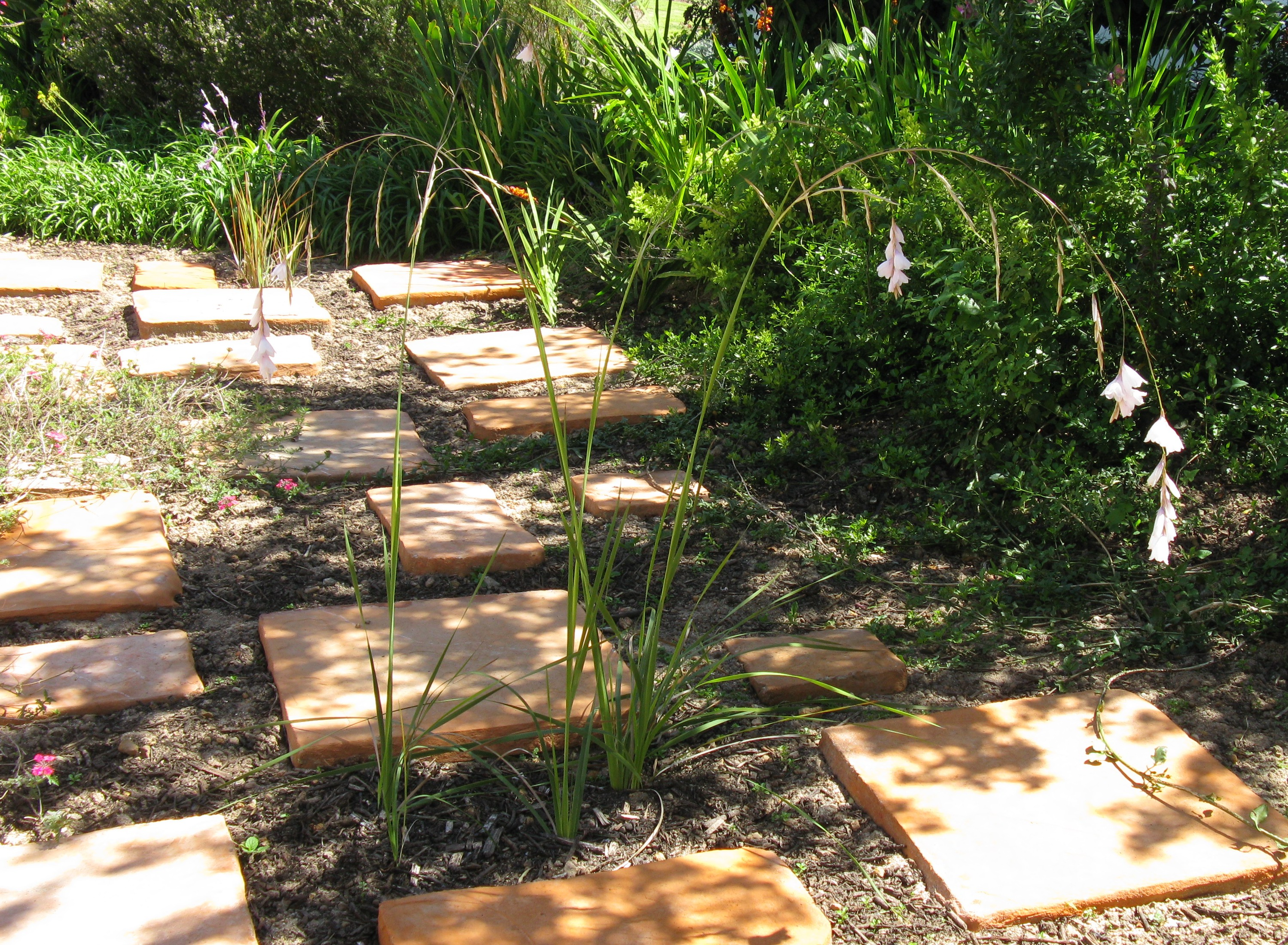
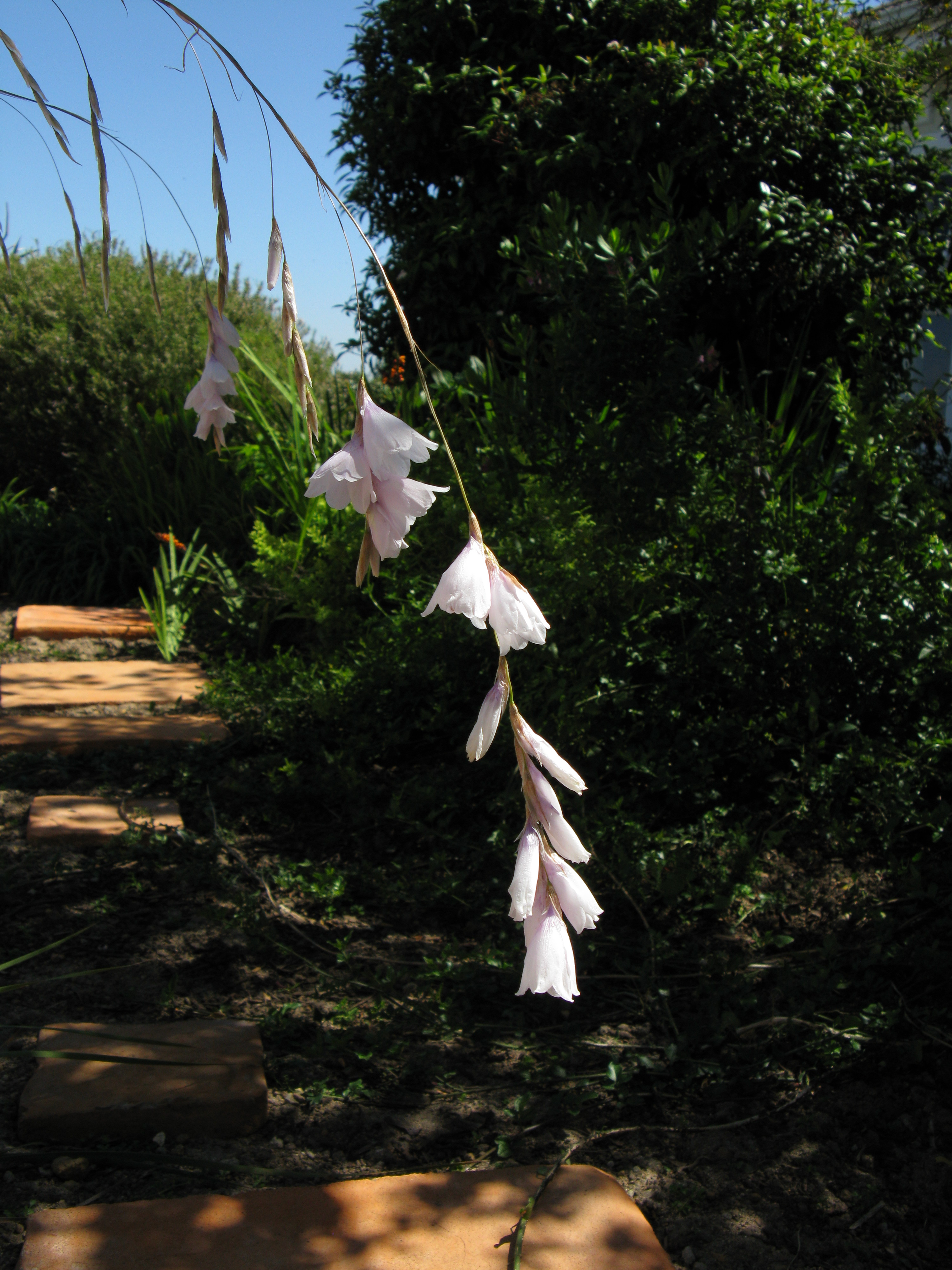
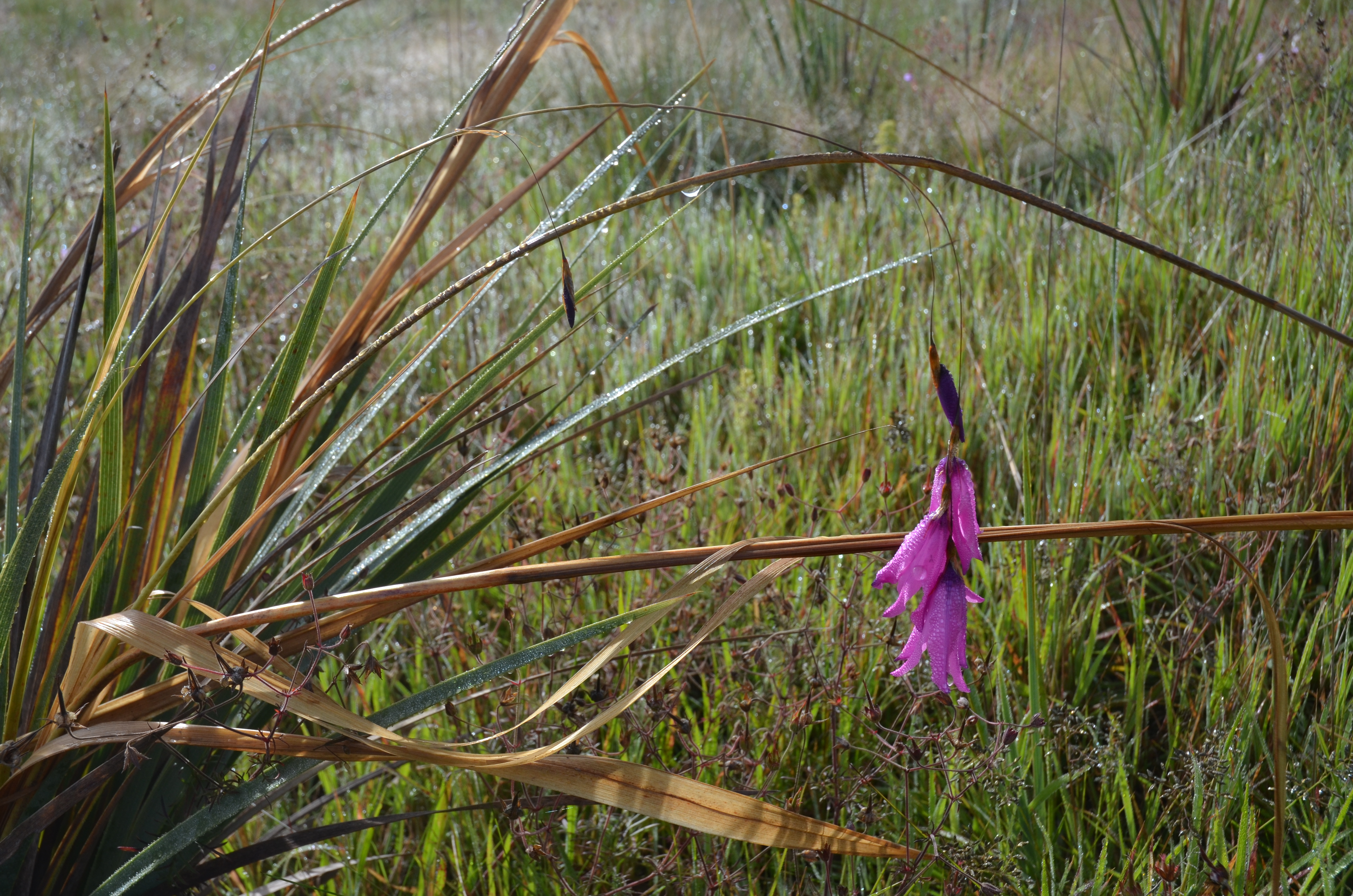
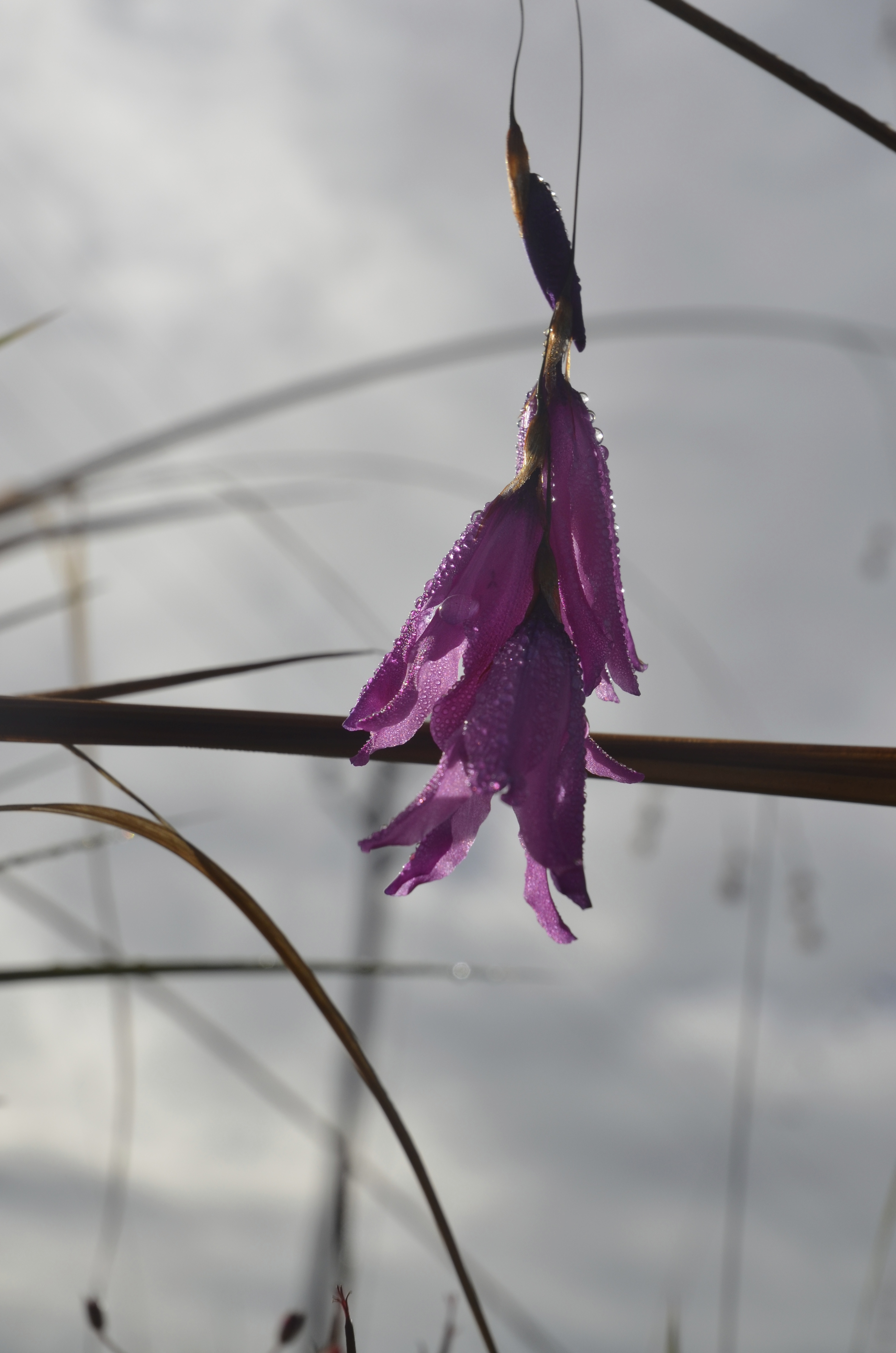